# Museo archeologico di Salonicco
Il museo archeologico di Salonicco (in greco Αρχαιολογικό Μουσείο Θεσσαλονίκης?), situato nel capoluogo della Macedonia Centrale in Grecia, raccoglie materiali risalenti ad epoche comprese tra la Preistoria e l’età romana e provenienti dalla città stessa o da altri siti della regione macedone.

## Storia
Venne fondato nel 1912, quando i Greci conquistarono la città agli Ottomani. Fino al 1925 i reperti archeologici vennero conservati presso il Konak e nell’Università Aristotele. In quell’anno furono trasferiti nella Nuova moschea. Durante la seconda guerra mondiale molti beni furono sepolti in modo da nasconderli alle forze tedesche occupanti. Il museo riaprì soltanto nel 1953.

### La sede attuale
La collezione è ospitata in un edificio progettato da Patroklos Karantinos e completato nel 1962, quando avvenne l’inaugurazione. Una nuova ala fu aggiunta nel 1980 per ospitare i reperti di Verghina. Il museo fu profondamente rinnovato e riorganizzato nel 2001 e nel 2004.

## La collezione
Attualmente nella sezione centrale si trova la ricca collezione di statue che spaziano dall’epoca arcaica all’età tardoromana e che provengono da tutta la Macedonia. Fra gli altri reperti vi sono elementi architettonici di un tempio ionico del VI secolo a.C., resti del palazzo che Galerio fece costruire nel centro di Salonicco e una ricostruzione (con elementi originali) della facciata di una tomba di Agia Paraskevi.
Nell’ala più recente del museo oggi sono ospitati oggetti rinvenuti durante i numerosi scavi nella Macedonia Centrale. Fra di essi spiccano le opere in oro, soprattutto i gioielli, che vengono prese come tema centrale per narrare la storia della regione dal VI secolo a.C. al 148 a.C. Nelle sale vicine ha sede la mostra permanente dei materiali preistorici.

## Opere principali
- Cratere di Derveni
- Statua di Arpocrate (II secolo d.C.)
- Testa di Serapide (II secolo a.C.)
- Elmo di bronzo e maschera d’oro dalla necropoli di Sindos (VI secolo a.C.)
- Porta di marmo dalla tomba Agia Paraskevi (IV secolo a.C.)
- Statua di Afrodite (421-420 a.C.)
- Medaglie d’oro (250-225 a.C.)
- Mosaici
- Diademi d’oro, dischi d’oro e teste di Medusa d’oro
- Papiro di Derveni

## Galleria d'immagini

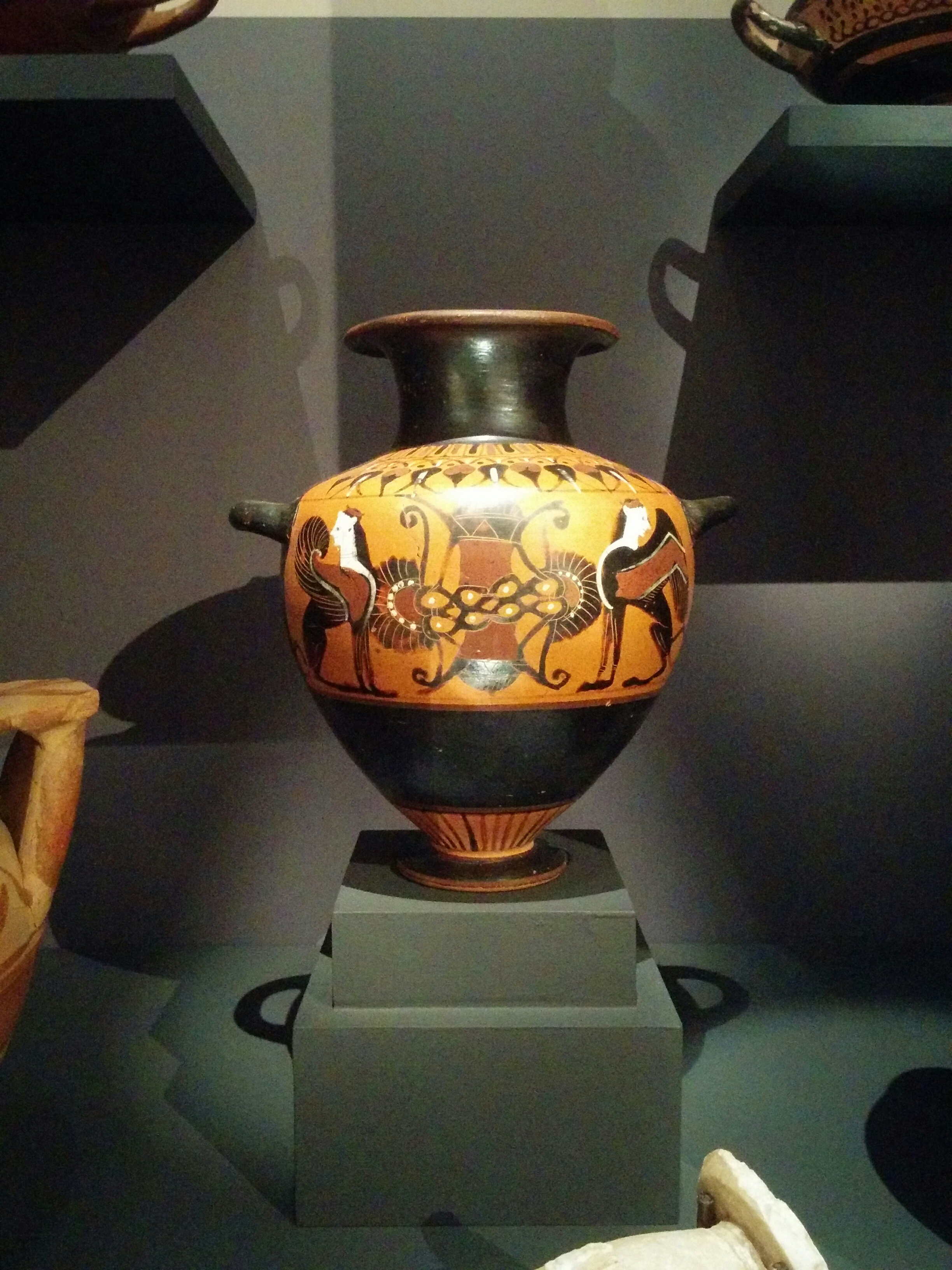
Ceramica a figure rosse (IV secolo a.C.).
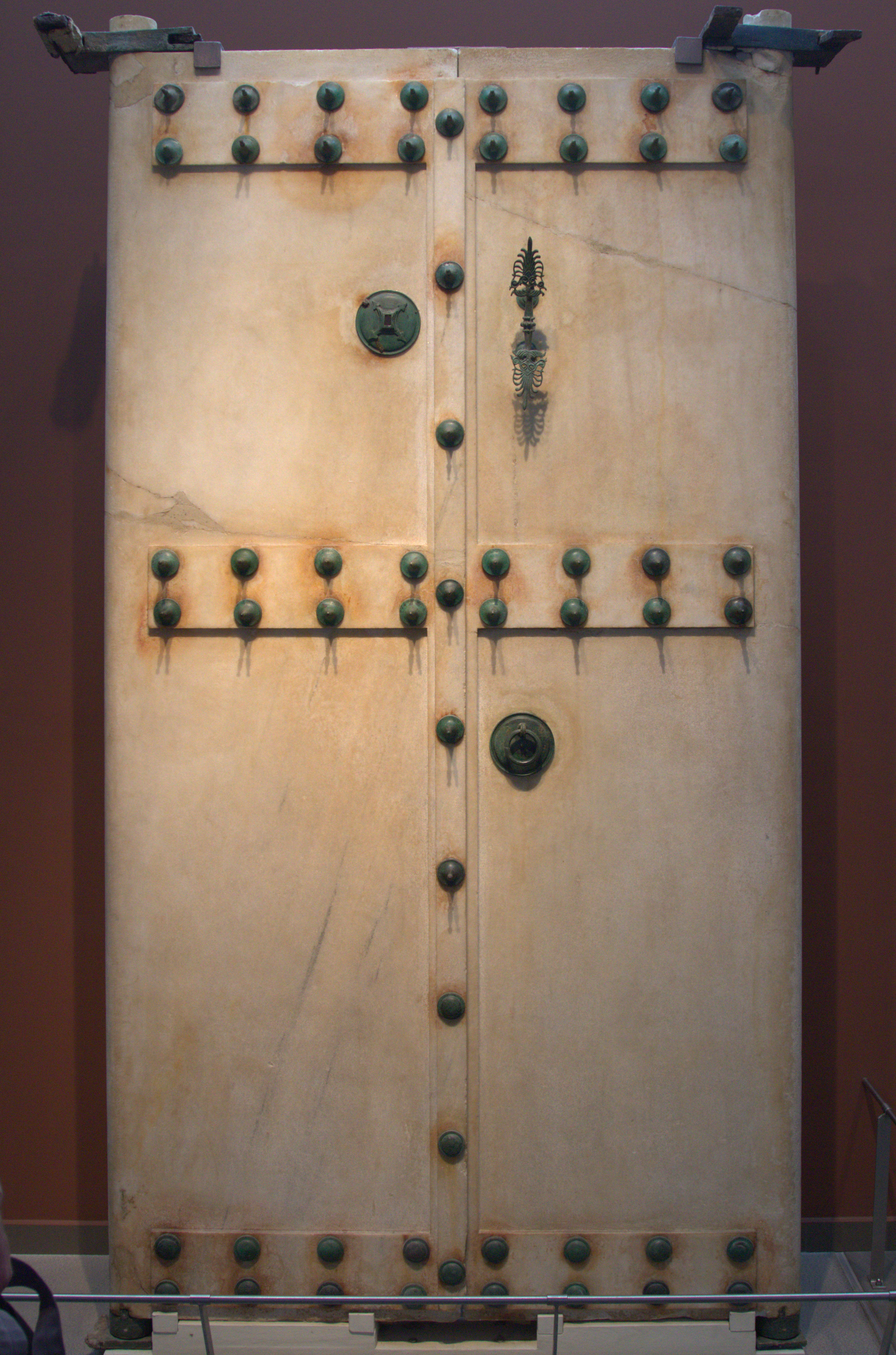
Porta in marmo della tomba di Aghia Paraskevi.
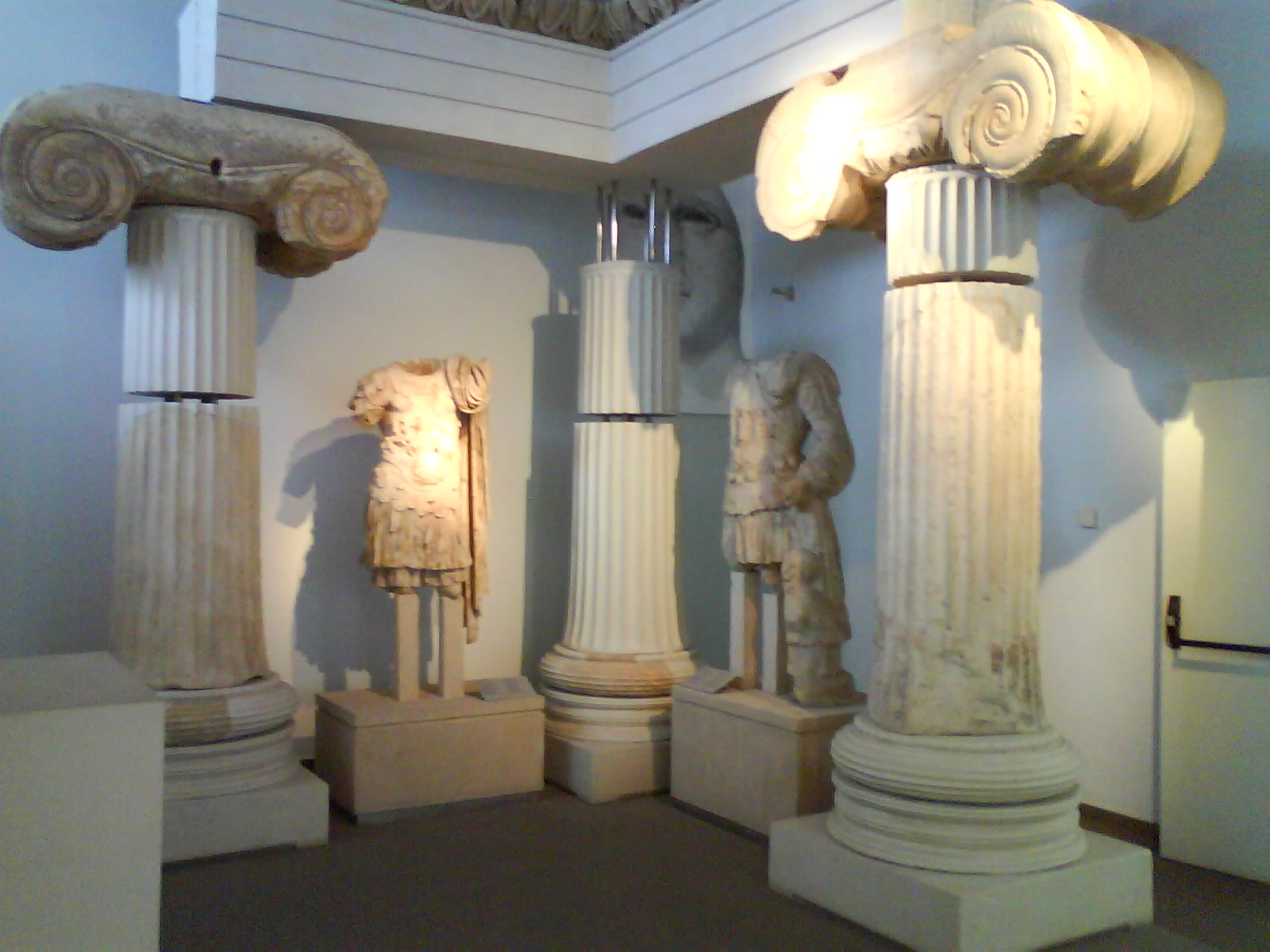
Parti restaurate dal tempio di Afrodite.
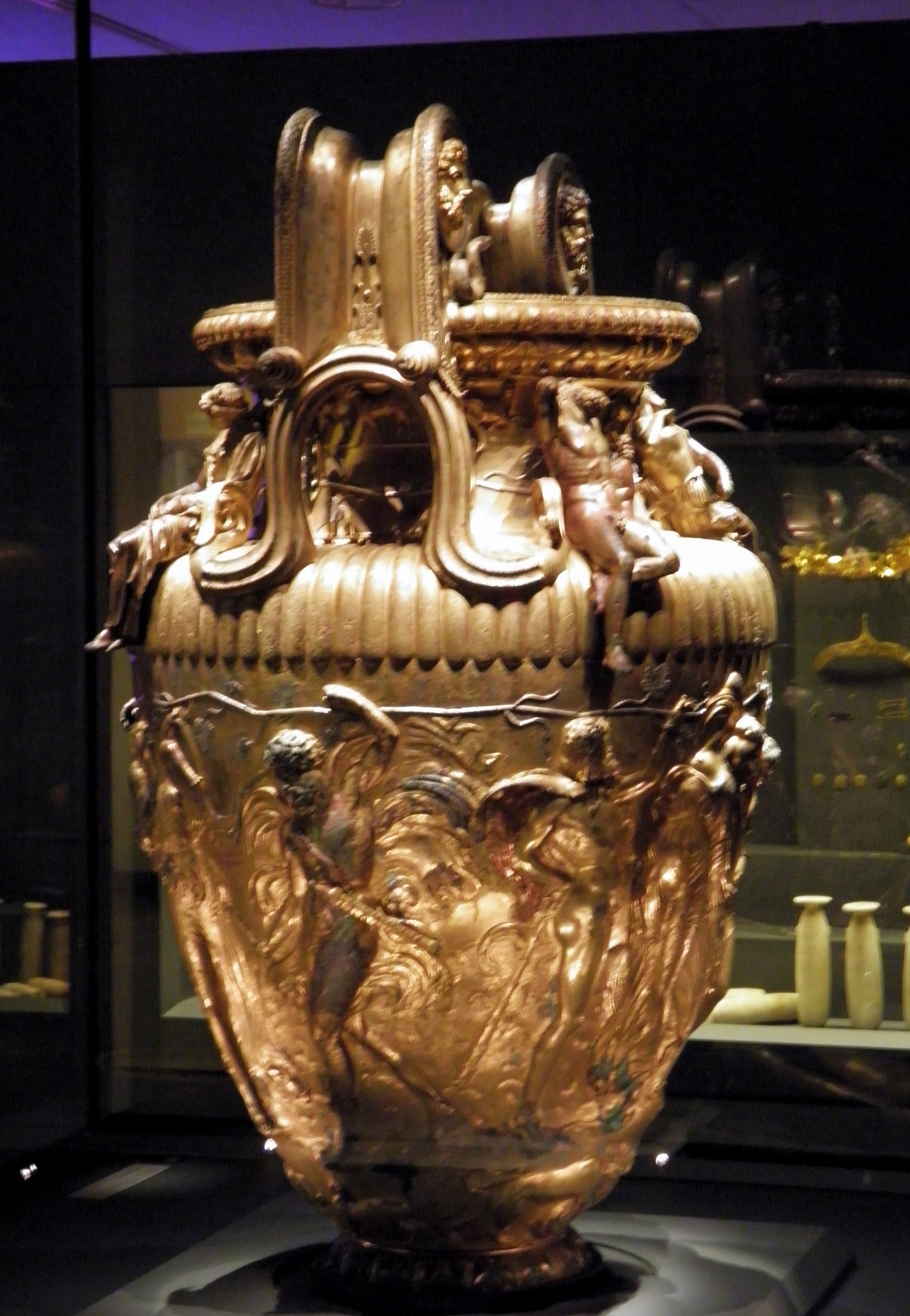
Il cratere di Derveni.
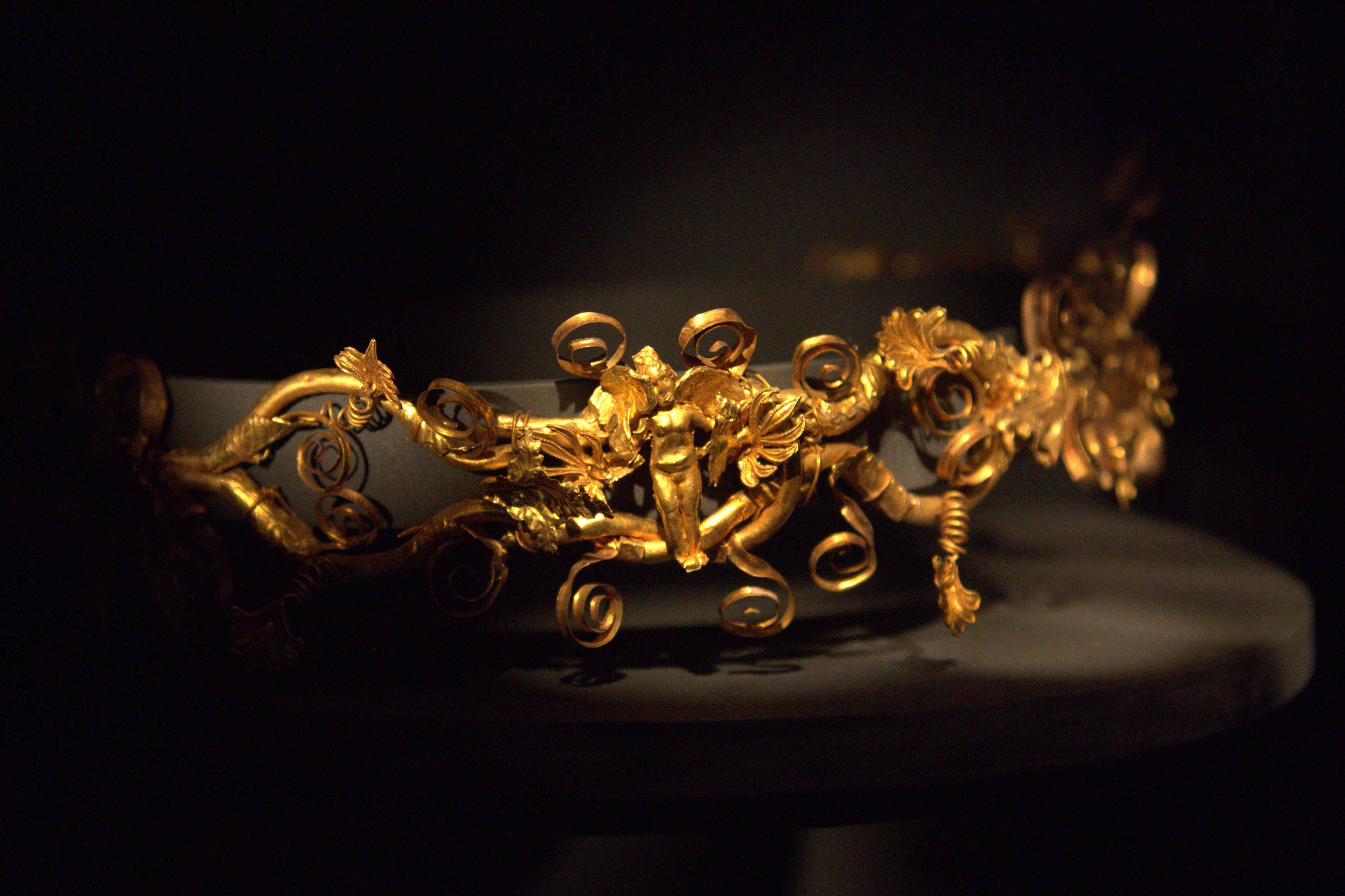
Diadema d’oro (330-320 a.C.).
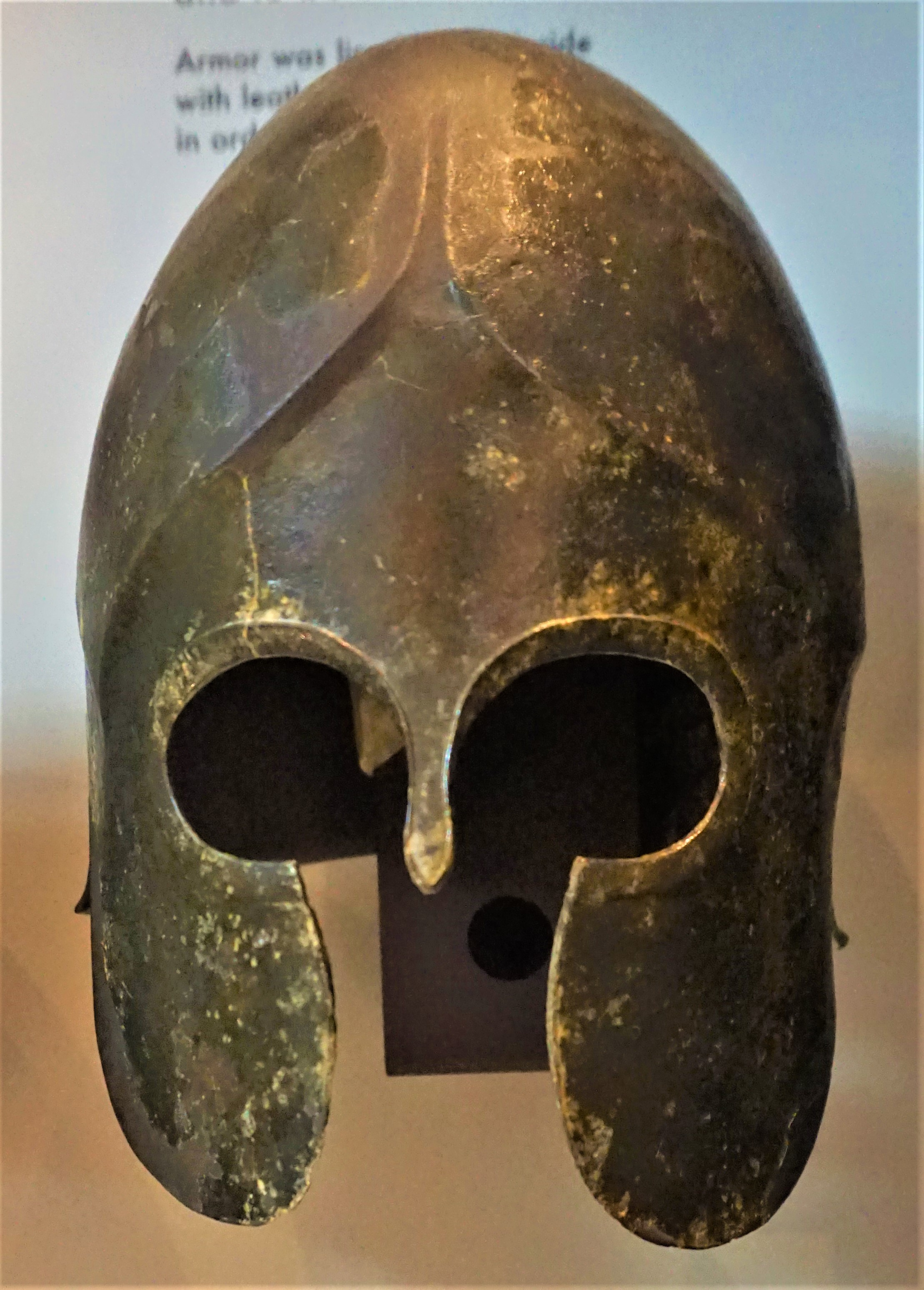
Elmo macedone.
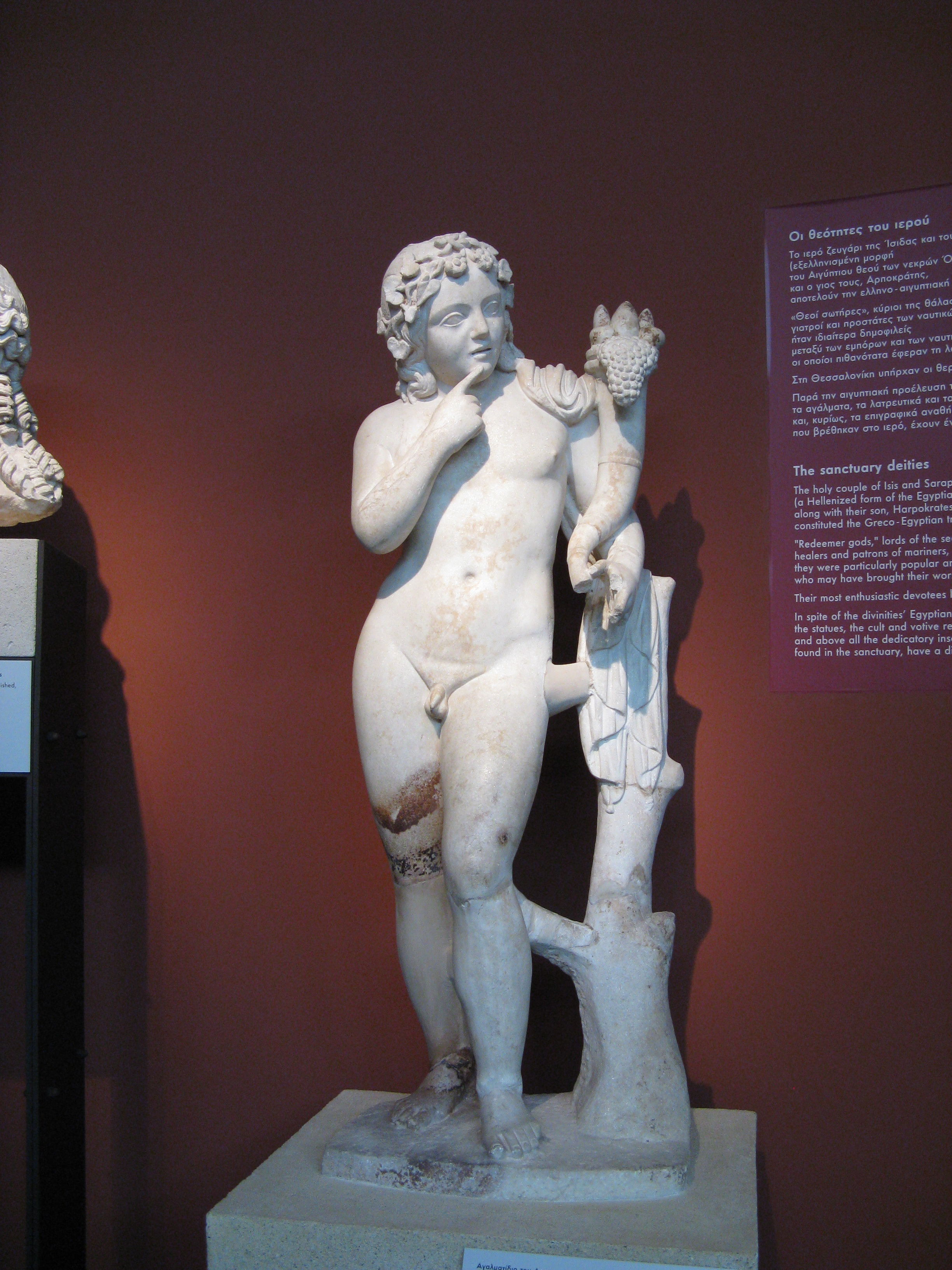
Statua di Arpocrate.
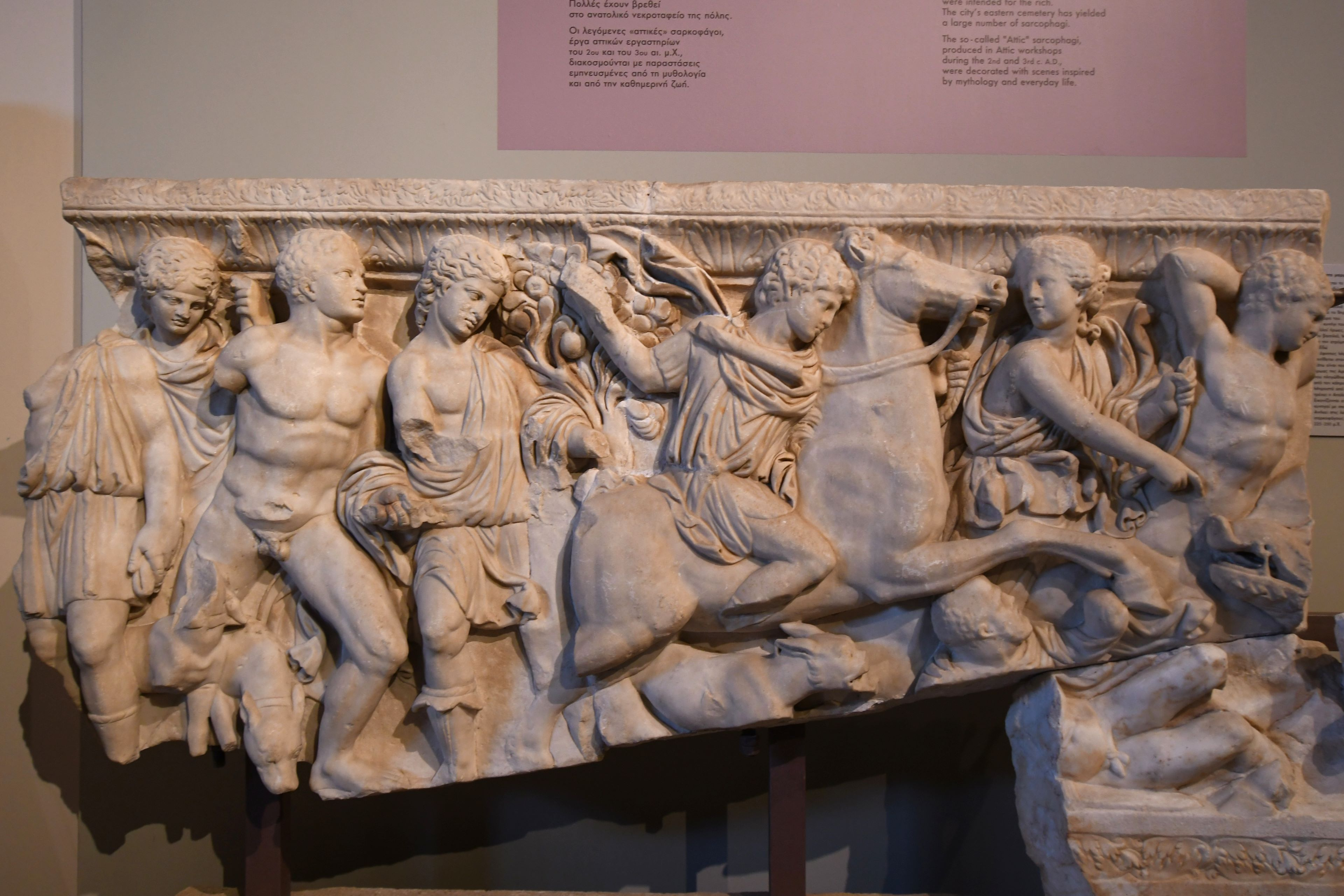
Frammenti di un sarcofago di marmo con la rappresentazione della caccia al cinghiale calidonio.